# Amphictene japonica
Amphictene japonica är en ringmaskart som först beskrevs av Nilsson 1928.  Amphictene japonica ingår i släktet Amphictene och familjen Pectinariidae. Inga underarter finns listade i Catalogue of Life.